# Dnevnik (RTV SLO)
Dnevnik è il principale telegiornale della RTV Slovenija, viene trasmessa in tre edizioni di cui uno alle 18:57.